# دئوکسی‌گوانوزین تری‌فسفات
دئوکسی‌گوانوزین تری‌فسفات (به انگلیسی: Deoxyguanosine triphosphate) با فرمول شیمیایی C۱۰H۱۶N۵O۱۳P۳ یک نوکلئوزید دی‌فسفات با شناسه پاب‌کم ۶۵۱۰۳ است که جرم مولی آن ۵۰۷٫۱۸۱۰۲۳ g/mol می‌باشد. 